# Арабський страус
Сирійський або арабський страус  (Struthio Camelus syriacus) — вимерлий підвид страуса, який мешкав на території Аравійського півострову та на Близькому Сході до середини ХХ століття.

## Розповсюдження
Його діапазон був безперервний у доісторичні часи, але поступово він зник з районів Аравійської пустелі, такі як Руб-ель-Халі, переважно через потепління. Протягом історії цей птах мав дві окремі популяції: меншу на південно-західній території Аравійського півострову та більшу — на території нинішніх Саудівської Аравії, Йорданії, Іраку та Сирії. 

## Відносини с людьми
Аравійський страус мав значне місце у культурі регіону. Дорослу особину з потомством було зображено на знаменитих наскельних малюнках поблизу Ер-Ріяду. У Месопотамії він був використаний у ролі жертовної тварини, доказом цьому слугують різноманітні зображення на чашках та інших предметах. З їхній яєць часто виробляли різноманітні побутові речі. Також ці страуси слугували подарунками для Китайських правителів. За часів Римської імперії цих тварин використовували у виставах на гладіаторських аренах, іграх а також у виготовленні їжі. 
Після виникнення ісламу, аравійський страус став символом багатства та елегантності: полювання на страуса стало найпопулярнішою розвагою серед вельмож та багатіїв. Також, яйця, пір’я та шкіра цих тварин використовували у ремеслі. Тваринні продукти цих птиць були експортовані у інші країни.

## Зникнення виду
Широке використання вогнепальної зброї поклало початок зникненню цього виду. Раніше використовувані методи полювання за допомогою луків, стріл та собак дозволяли особинам цього виду врятуватися втечею, чого не можна було сказати про гвинтівки. Надмірне полювання та браконьєрство значно зменшило кількість особин цього виду. До початку ХХ століття арабський страус став вважатися рідкісною твариною. Його головною територією розповсюдження залишалася північна територія пустелі Нефуд. Протягом ХХ століття збереглися різноманітні записи про вбитих страусів. Досі вчені знаходять залишки яєць тварин, що збереглися через посушливий клімат. 